# Уолш, Реджи
Реджи Уолш (англ. Reggie Walsh; родился 20 октября 2008) — английский футболист, полузащитник клуба «Челси».

## Клубная карьера
Воспитанник академии «Челси», 13 марта 2025 года Уолш впервые попал в заявку основной команды клуба на матч плей-офф Лиги конференций против датского «Копенгагена», однако на поле не появился. 1 мая 2025 года дебютировал за «Челси», выйдя на замену в первом полуфинальном матче Лиги конференций против «Юргордена» из Швеции. 8 мая 2025 года Уолш впервые вышел в стартовом составе «синих» на ответную встречу против шведского клуба и провёл на поле весь матч.

## Карьера в сборной
Выступал за сборные Англии до 15, до 16 и до 17 лет.

## Достижения
«Челси»
- Победитель Лиги конференций УЕФА: 2024/25